# 美濱町 (愛知縣)
美濱町（日语：／ Mihama chō */?）是位於日本爱知县知多半島南部的行政區劃，東西兩側分別面向三河湾和伊势湾，中央區域則以丘陵地為主。

## 人口
| 美濱町人口分布圖 |                                               |  |
| 美濱町與日本全國年齡別人口分布比較圖 （2005年資料） | 美濱町的年齡、男女別人口分布圖 （2005年資料） |  |
| ■紫色是美濱町 ■綠色是全国 | ■藍色是男性 ■紅色是女性                       |  |
| 美濱町人口變化 \| 1970年 \| 19,227人 \| \| \| 1975年 \| 20,408人 \| \| \| 1980年 \| 20,820人 \| \| \| 1985年 \| 23,444人 \| \| \| 1990年 \| 24,669人 \| \| \| 1995年 \| 26,076人 \| \| \| 2000年 \| 26,083人 \| \| \| 2005年 \| 26,294人 \| \| \| 2010年 \| 25,178人 \| \| \| 2015年 \| 23,575人 \| \| \| 2020年 \| 22,496人 \| \| |                                               |  |
| 資料來源：日本總務省統計中心提供之人口普查數據 |                                               |  |
| 1970年 | 19,227人                                      |  |
| 1975年 | 20,408人                                      |  |
| 1980年 | 20,820人                                      |  |
| 1985年 | 23,444人                                      |  |
| 1990年 | 24,669人                                      |  |
| 1995年 | 26,076人                                      |  |
| 2000年 | 26,083人                                      |  |
| 2005年 | 26,294人                                      |  |
| 2010年 | 25,178人                                      |  |
| 2015年 | 23,575人                                      |  |
| 2020年 | 22,496人                                      |  |

## 歷史
在令制國時代本地屬於尾張國知多郡，12世紀在平治之亂戰敗的源義朝在逃亡路上於此地的野間大坊內被殺；16世紀織田信長之子織田信孝在敗給豐臣秀吉後，也是被送至野間大坊後令其切腹自盡。
17世紀進入江戶時代後，本地成為尾張藩尾張德川家的領地；直到19世紀末明治維新實施廢藩置縣後，改隸屬名古屋縣，在1871年的第一次府縣整併時，隨著知多郡被劃入新設立的額田縣，不過在隔年即被整併至愛知縣。
1889年日本實施町村制，現在的美濱町在當時分屬上野間村、奧田村、野間村、豐丘村、河和村、布土村六個行政區劃，在1906年愛知縣進行町村整併後，位於西北部的上野間村與北側的小鈴谷村、大谷村、坂井村合併為新設置的小鈴谷村，位於西部的奧田村和野間村合併為新設置的野間村，位於東部的河和町、布土村與豐丘村的北半部整併為新設置的河和町。
1950年代日本政府開始推行昭和大合併，河和町與與升格改制後的野間町於是在1955年合併為美濱町，小鈴谷町則是在1957年被拆分，其南部原屬於上野間村的區域被併入美濱町，組成現在美濱町的範圍。
2000年代日本政府再次推動平成大合併，美濱町與南知多町也因此自2004年開始討論合併事宜，在2005年1月美濱町、南知多町合併協議會決定蹭在當時即將營運啟用的中部國際機場的熱度，公布合併後預計採用「南新特麗亞市」作為新名稱，其中的「新特麗亞」即為中部國際機場由英文「Central」（代表中部地方）與「Airport」（機場）組合而成的暱稱；但此名稱由於與當地毫無歷史關係，又是大家所不熟悉的外來語，更完全無視先前公開招募新市名稱的結果，因而引起居民的強烈反對，也因此造成在2月決定合併的公民投票中，讓合併案遭到否決。

### 變遷表
| 1889年10月1日 | 1889年 - 1944年           | 1889年 - 1944年             | 1945年 - 1954年             | 1955年 - 1989年           | 1989年 - 現在            | 現在                     |
| ------------- | ------------------------- | --------------------------- | --------------------------- | ------------------------- | ------------------------ | ------------------------ |
| 大谷村        | 大谷村                    | 1906年7月1日 合併為小鈴谷村 | 1952年7月1日 改制為小鈴谷町 | 1957年3月31日 併入常滑市  | 1957年3月31日 併入常滑市 | 1957年3月31日 併入常滑市 |
| 小鈴谷村      |                           | 1906年7月1日 合併為小鈴谷村 | 1952年7月1日 改制為小鈴谷町 | 1957年3月31日 併入常滑市  | 1957年3月31日 併入常滑市 | 1957年3月31日 併入常滑市 |
| 坂井村        |                           | 1906年7月1日 合併為小鈴谷村 | 1952年7月1日 改制為小鈴谷町 | 1957年3月31日 併入常滑市  | 1957年3月31日 併入常滑市 | 1957年3月31日 併入常滑市 |
| 上野間村      | 上野間村                  | 1906年7月1日 合併為小鈴谷村 | 1952年7月1日 改制為小鈴谷町 | 1957年3月31日 併入美濱町  | 美濱町                   | 美濱町                   |
| 奧田村        | 奧田村                    | 1906年7月1日 合併為野間村   | 1942年7月1日 改制為野間町   | 1955年4月1日 合併為美濱町 | 美濱町                   | 美濱町                   |
| 野間村        |                           | 1906年7月1日 合併為野間村   | 1942年7月1日 改制為野間町   | 1955年4月1日 合併為美濱町 | 美濱町                   | 美濱町                   |
| 河和村        | 1903年5月6日 改制為河和町 | 1906年7月1日 合併為河和町   | 1906年7月1日 合併為河和町   | 1955年4月1日 合併為美濱町 | 美濱町                   | 美濱町                   |
| 布土村        |                           | 1906年7月1日 合併為河和町   | 1906年7月1日 合併為河和町   | 1955年4月1日 合併為美濱町 | 美濱町                   | 美濱町                   |
| 豐丘村        |                           |                             |                             | 1955年4月1日 合併為美濱町 | 美濱町                   | 美濱町                   |
|               |                           | 1961年6月1日 合併為南知多町 |                             |                           |                          |                          |
| 豐濱村        | 1905年2月1日 改制為豐濱町 | 1906年7月1日 合併為豐濱町   | 1906年7月1日 合併為豐濱町   |                           |                          |                          |

## 交通

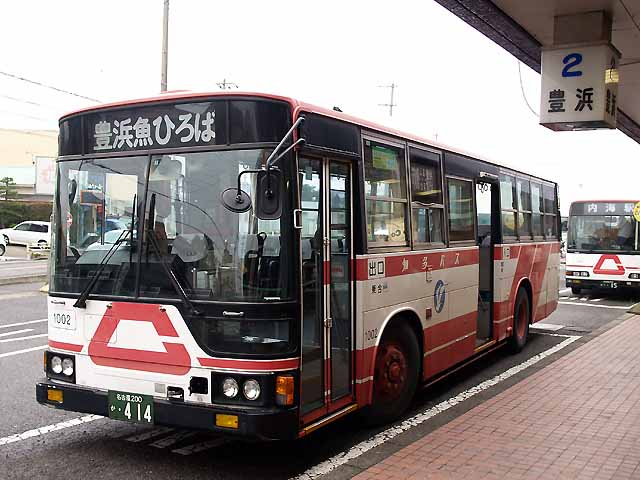
停靠在河和車站的知多乘合車輛

美濱町內有名古屋鐵道的河和線和知多新線分別通過東部和西部，東部的主要市區內設有河和車站，同時也是河和線的終點站，但兩條路線需至北側武豐町內的富貴車站才能換乘，自町內利用鐵路前往名古屋車站約需一小時。
貫穿知多半島南部的南知多道路也自美濱町的中部通過，往北可直接接入知多半島道路及名古屋高速道路的路網，開車約可在一小時內抵達名古屋市區。
名鐵集團旗下負責經營知多半島地區的知多乘合在美濱町內僅有一條客運路線，但僅在町內東部區域，可自河和車站往南一直至知多半島最南端的師崎港。美濱町內其他區域則仰賴町營的巡迴迷你巴士「自然號」，以町公所及知多厚生醫院為中心，分別開設東部及西部兩條路線。南知多町的社區巴士海子巴士所開設的三條路線，也都是以町內的河和車站為起點，因此河和車站也成為知多半島南部的轉乘樞紐。

### 鐵路
- 名古屋鐵道
  - 河和線：（←武豐町） - 河和口車站 - 河和車站
  - 知多新線：（←常滑市） - 上野間車站 - 美濱綠苑車站 - 知多奧田車站 - 野間車站 - （南知多町）

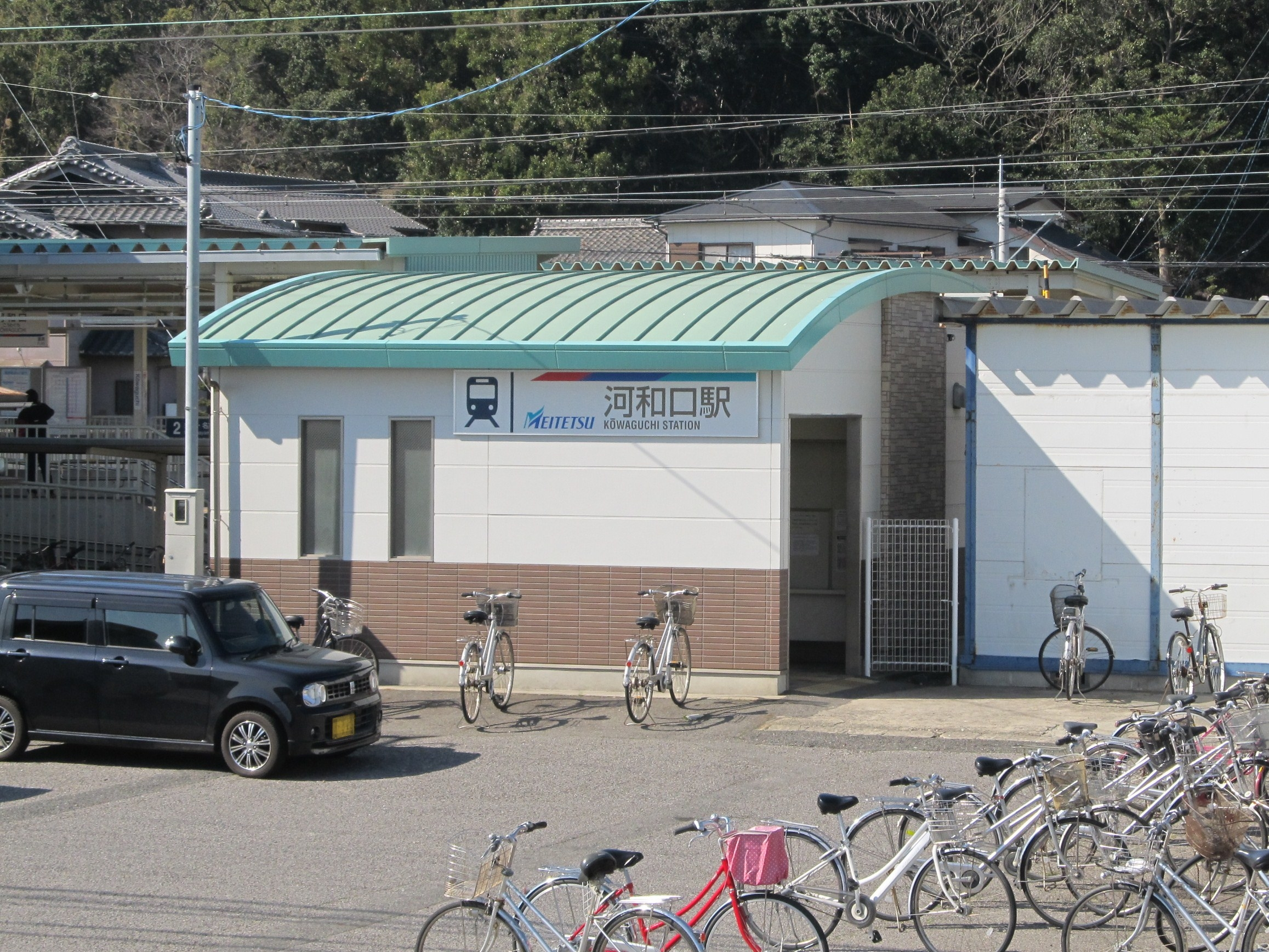
河和口車站
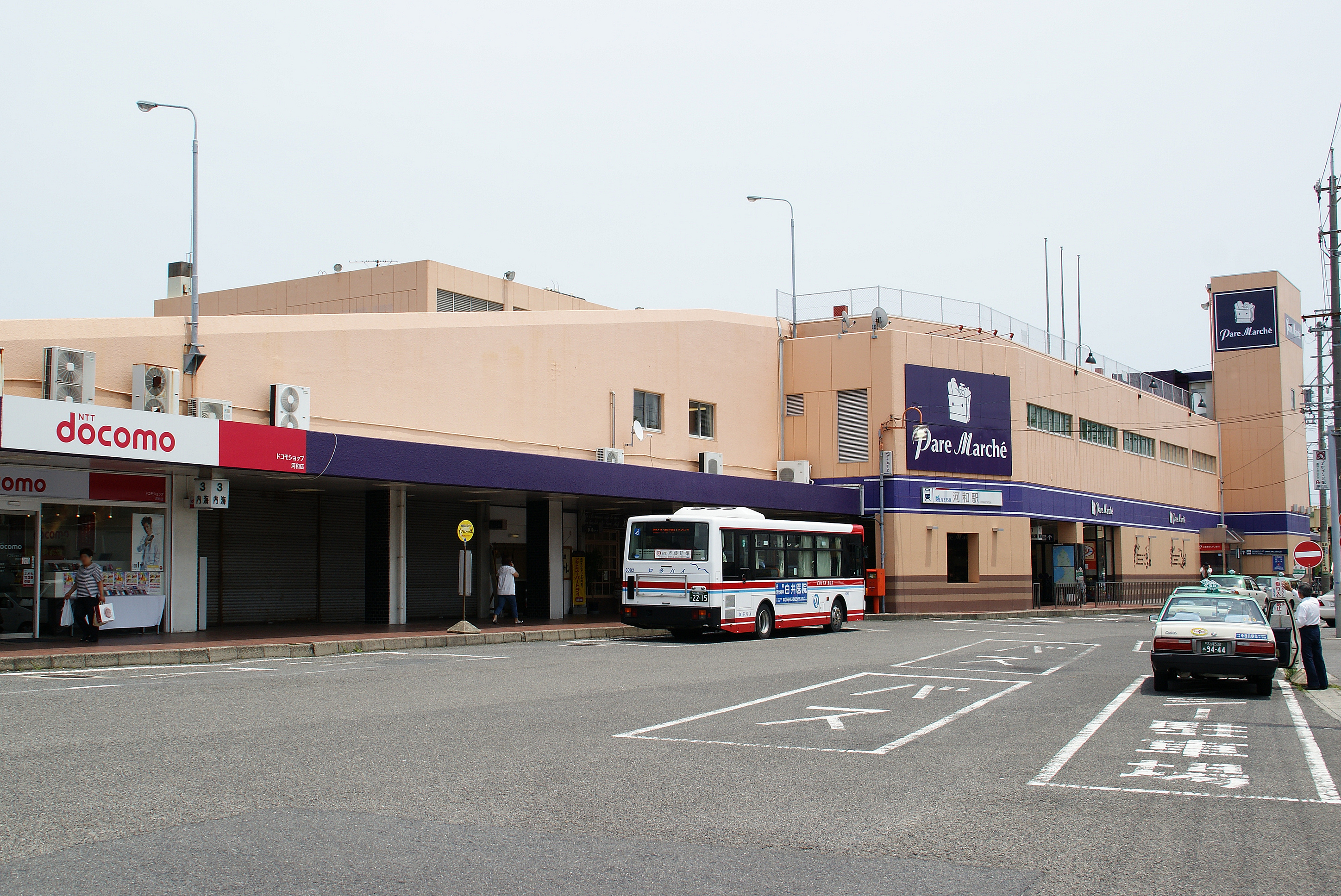
河和車站
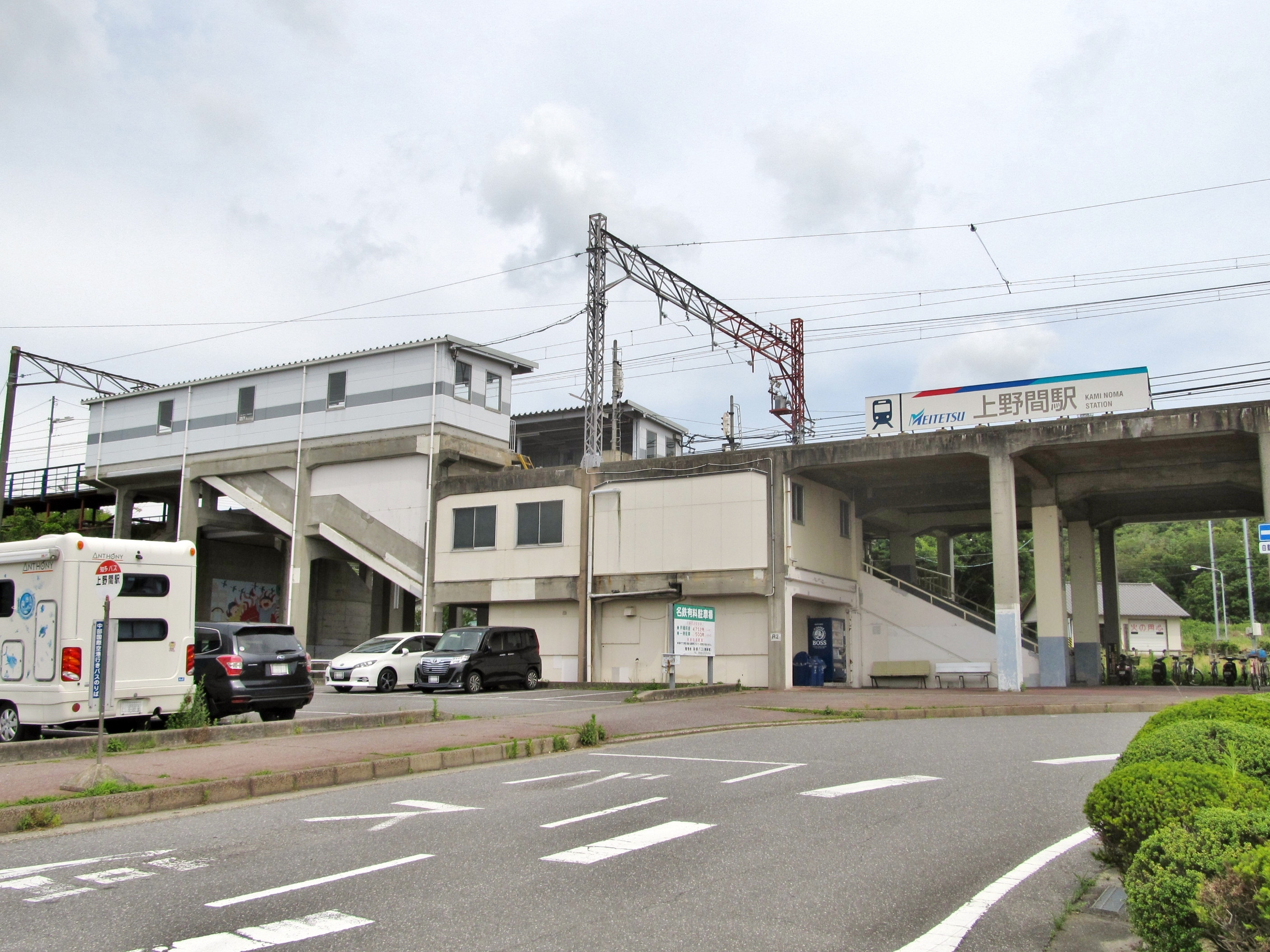
上野間車站
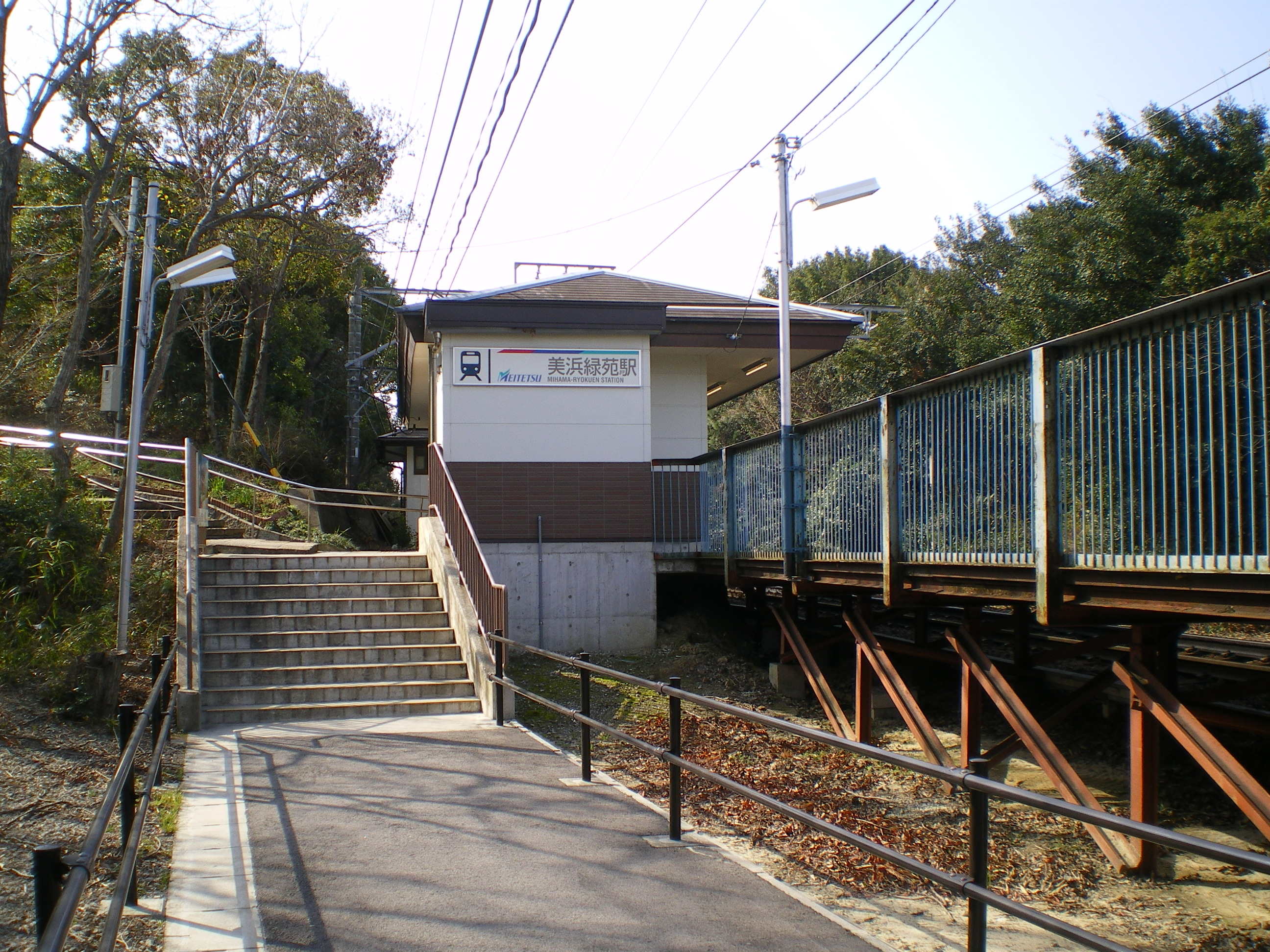
美濱綠苑車站
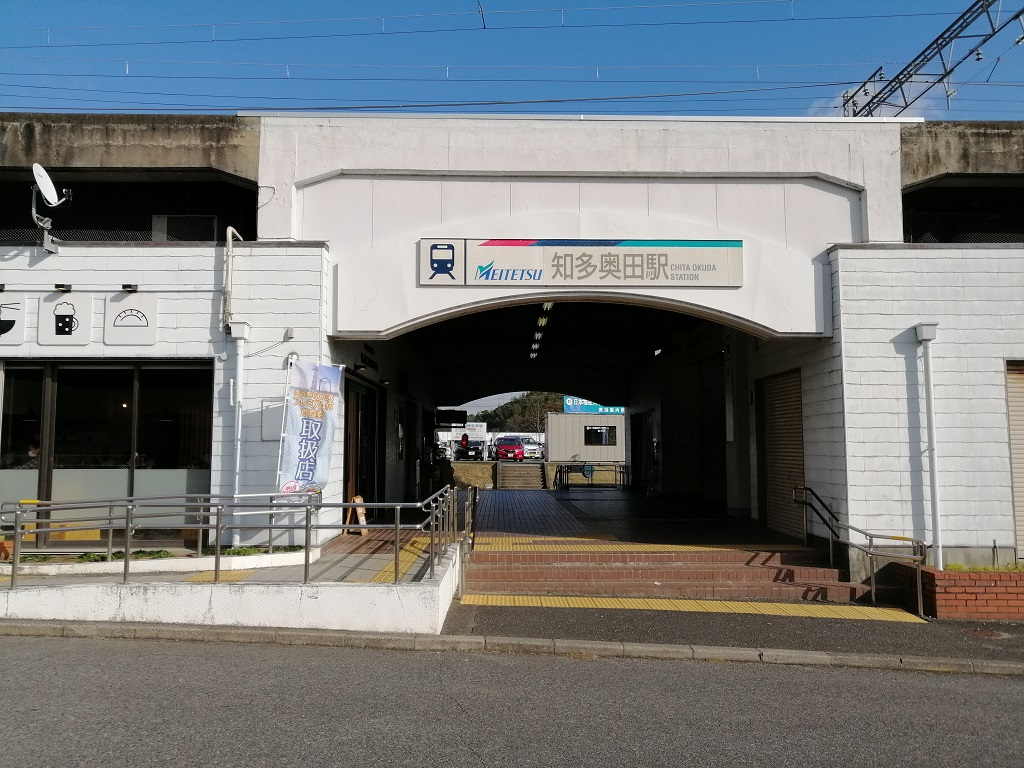
知多奧田車站
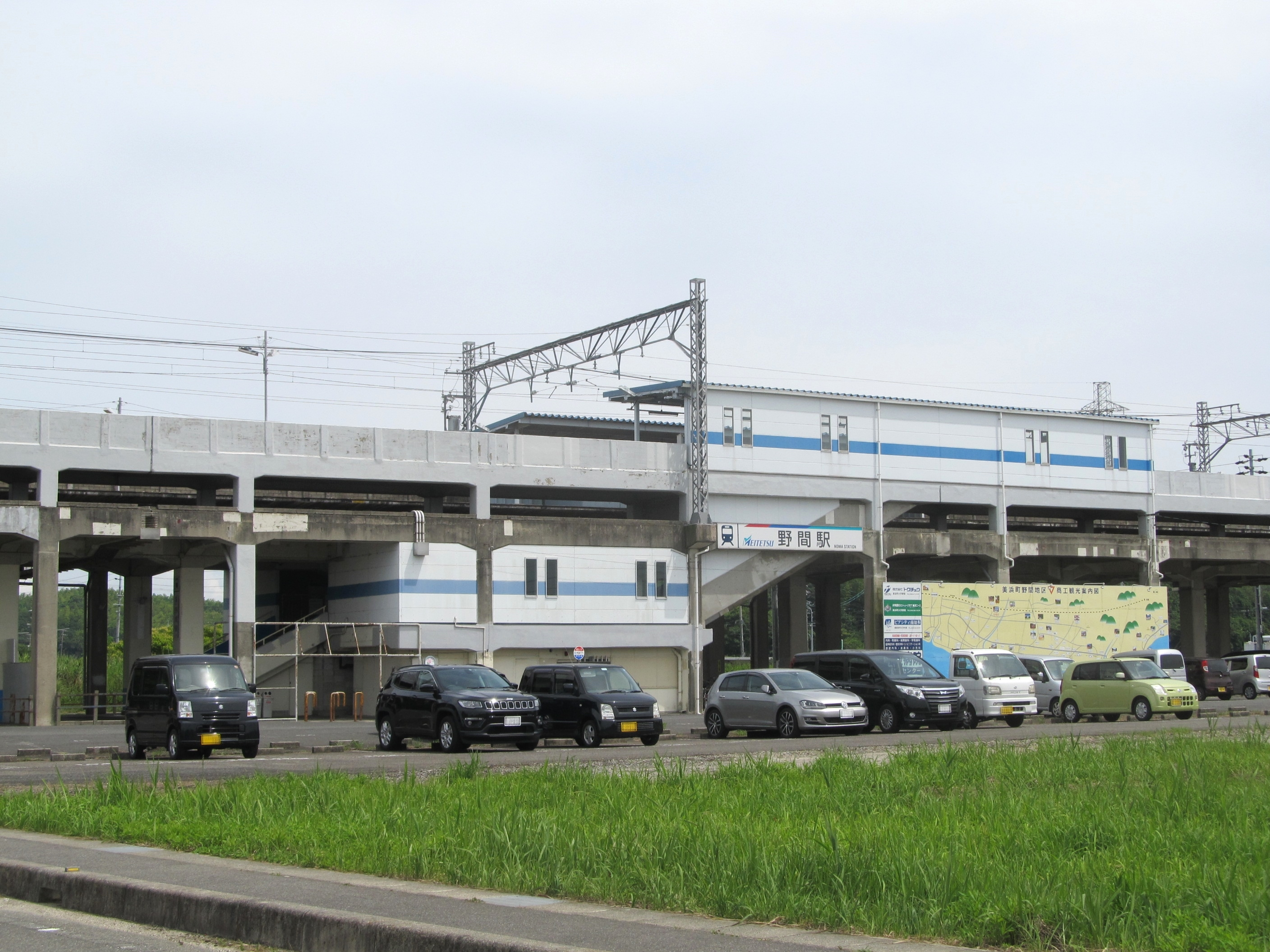
野間車站

### 公路
快速道路
- 南知多道路（日语：南知多道路）：（常滑市） - 美濱休息區（日语：美浜パーキングエリア） - 美濱交流道（日语：美浜インターチェンジ） - 南知多交流道（日语：南知多インターチェンジ） - 古布交流道（日语：古布インターチェンジ） - （南知多町）

## 觀光資源
由於美濱町西側臨伊勢灣的海岸以沙灘為主，沿岸的沙灘海岸景色也成為町內的主要觀光景點，愛知縣內最古老的野間埼燈塔也由於配上沙灘、落日的景色，成為情侶來訪的景點。
在奧田海岸附近也有以海濱為主題的南知多海灘樂園。

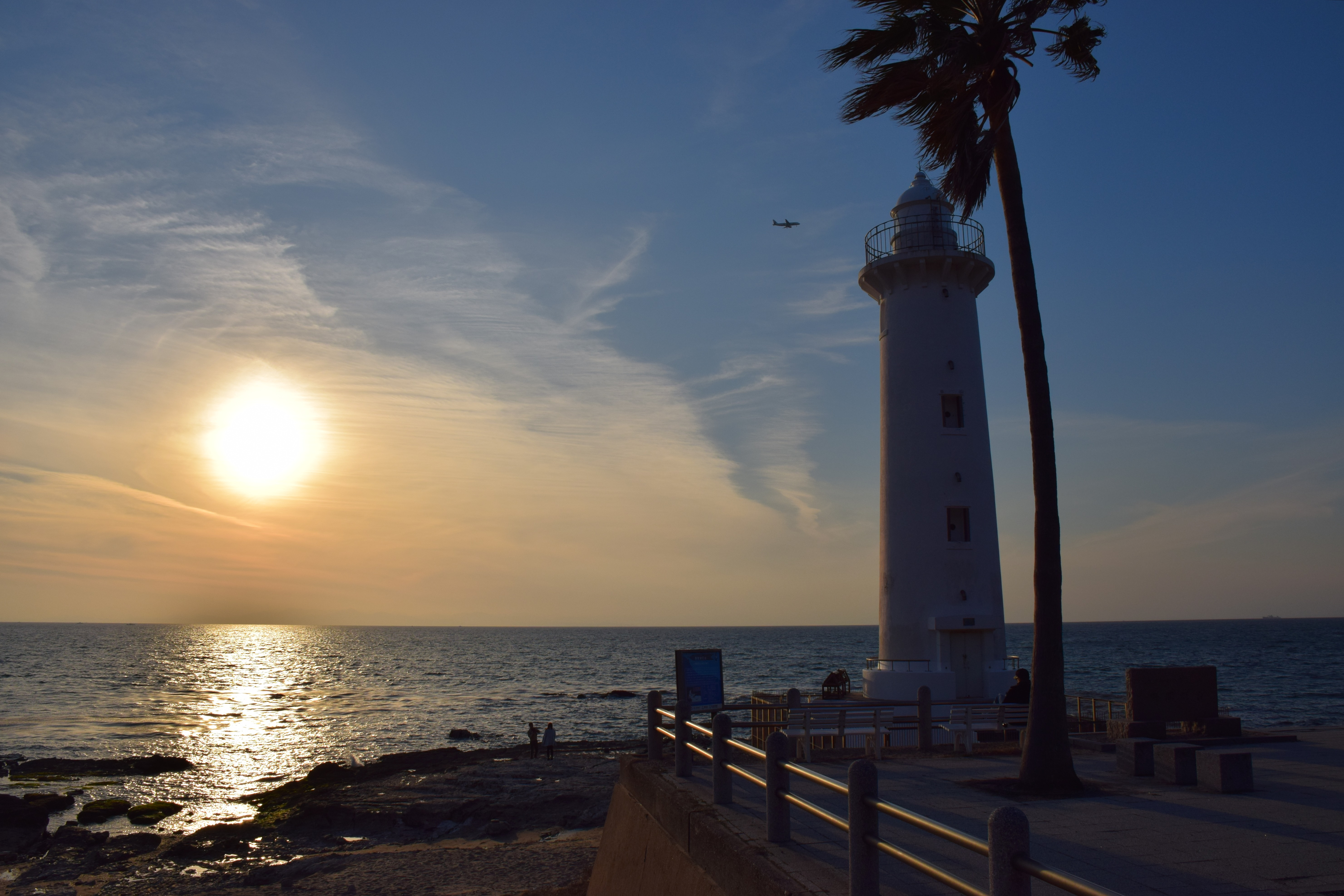
野間埼燈塔與夕陽
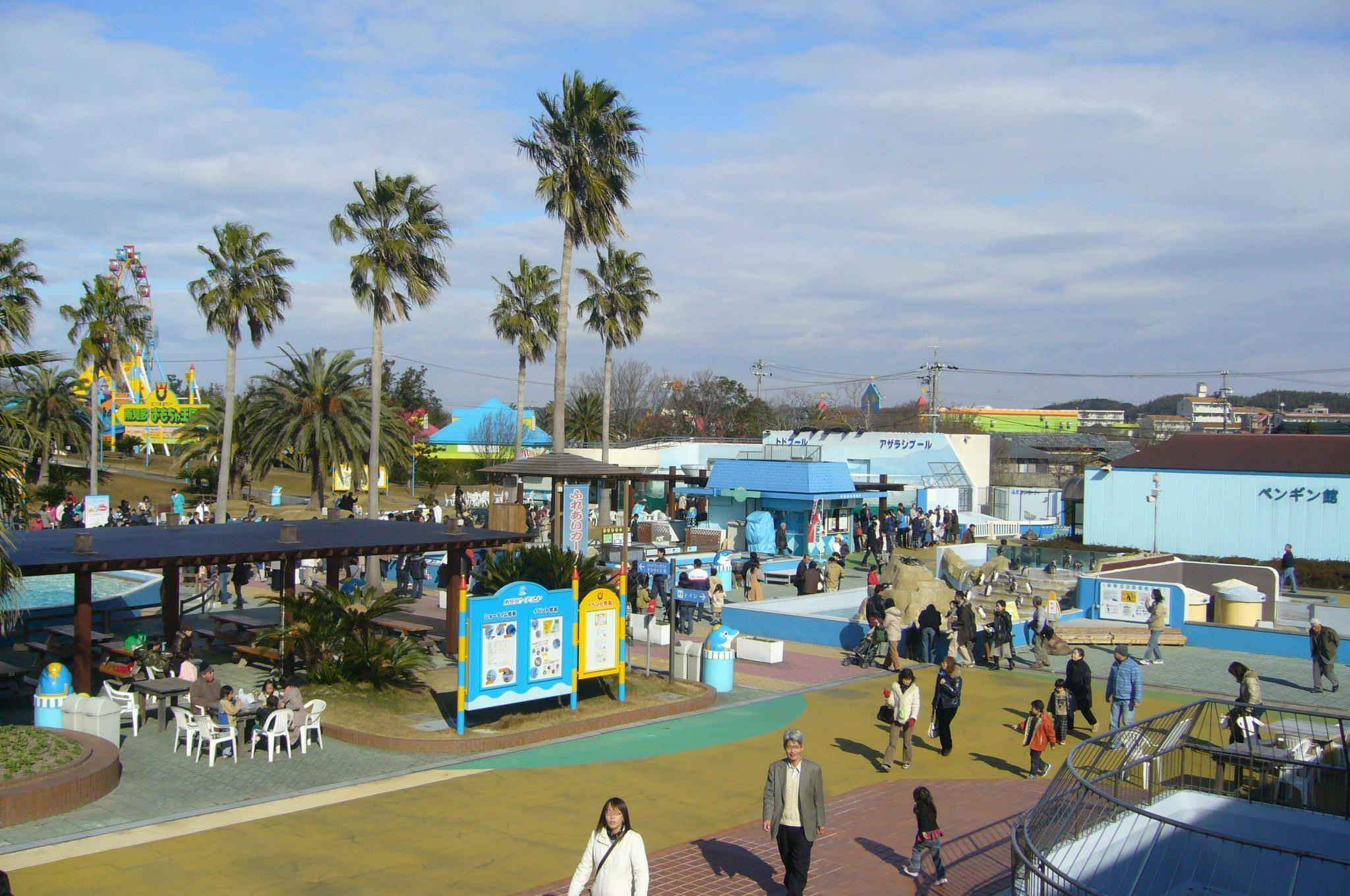
南知多海灘樂園

## 教育

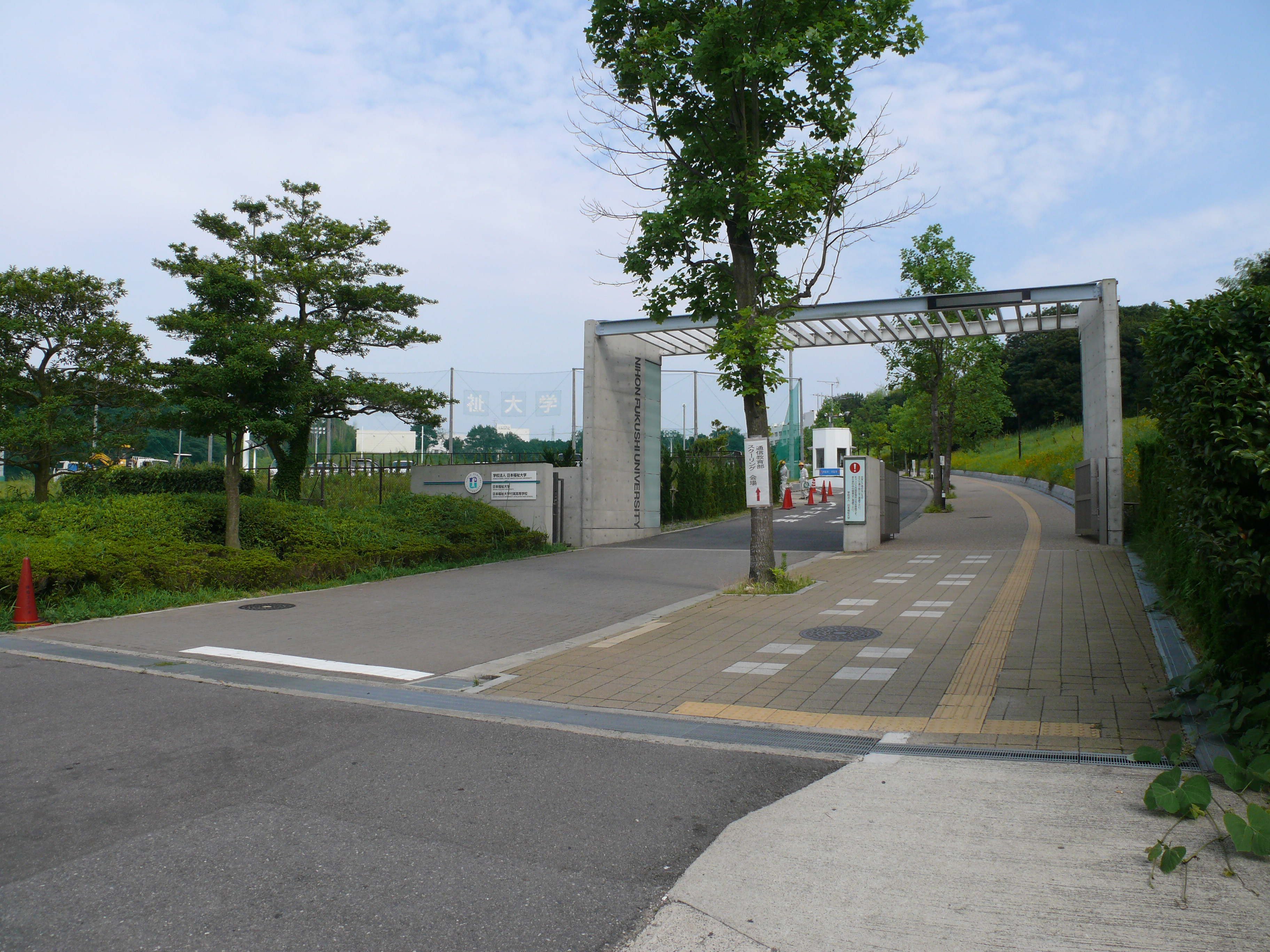
日本福祉大学美濱校區校門

日本第一個以社會福利領域為主的日本福祉大学在1983年自名古屋遷移至町內西部的知多奧田車站旁的美濱校區，目前美濱校區內設有社會福祉學部、福祉經營學部、教育心理學部、運動科學部，同時也是校本部的所在地。在此同時也設有其附屬的日本福祉大學附屬高等學校。

## 外部連結
- （日語） 美濱町觀光協會 （页面存档备份，存于）
- （日語） 愛知美濱町觀光協會的Facebook專頁
- （日語） 愛知美濱町觀光協會的X（前Twitter）
- （日語） 愛知美濱町觀光協會的Instagram帳戶
- （日語） YouTube上的愛知美濱町觀光協會頻道